# Марктлойтен
Марктлойтен (нем. Marktleuthen) — город и городская община в Германии, в земле Бавария. 
Подчинён административному округу Верхняя Франкония. Входит в состав района Вунзидель-им-Фихтельгебирге.  Население составляет 3383 человека (на 31 декабря 2010 года). Занимает площадь 35,49 км². Официальный код  —  09 479 135.
Город подразделяется на 10 городских районов.

## Население
По оценке на 31 декабря 2015 года население общины Марктлойтен составляет 3144 чел. 

| Дата      | 1840 | 1871 | 1900 | 1925 | 1939 | 1950 | 1961 | 1970 | 1987 | 2011 |
| --------- | ---- | ---- | ---- | ---- | ---- | ---- | ---- | ---- | ---- | ---- |
| Население | 2048 | 2333 | 2766 | 3104 | 3445 | 4658 | 4659 | 4660 | 3942 | 3269 |

| Год       | 1960 | 1970 | 1980 | 1990 | 2000 | 2009 | 2010 | 2011 | 2012 | 2013 | 2014 | 2015 |
| --------- | ---- | ---- | ---- | ---- | ---- | ---- | ---- | ---- | ---- | ---- | ---- | ---- |
| Население | 4591 | 4614 | 4250 | 4090 | 3843 | 3420 | 3383 | 3249 | 3212 | 3168 | 3129 | 3144 |